# Fernand Gravey
Fernand Gravey (geboren als Fernand Maurice Noël Mertens) (Elsene, 25 december 1905 - Parijs, 2 november 1970) was een Belgisch-Frans acteur. Hij speelde mee in verscheidene Hollywood-films.

## Levensloop
Fernand Mertens werd geboren in een acteursfamilie. Zijn vader, Georges Mertens, was naast acteur ook regisseur en later directeur van het Théâtre royal des Galeries in de Koningsgalerij te Brussel. Zijn moeder was de actrice Fernande Dépernay, die van Franse afkomst was. Een nicht van Fernand was de mezzo-sopraan Livine Mertens (1901-1968).
Al op vijfjarige leeftijd figureerde Mertens op het toneel. Net voor de start van de Eerste Wereldoorlog speelde hij mee in een vijftal films van regisseur Alfred Machin. Toen de oorlog uitbrak, vluchtte de familie Mertens naar Londen. Fernand volgde er les aan de St Paul's School en speelde er toneel aan de zijde van Sarah Bernhardt. In 1918 keerde de familie terug naar Brussel waar zijn vader in 1920 stierf.
Mertens trok naar de cadettenschool van de Royal Navy en verbleef vier jaar op de Worchesterhire, het opleidingsschip van de Britse koopvaardij. Op het eind van de jaren 1920 ging de perfect tweetalige Mertens met zijn moeder in Parijs wonen. Hij ging er toneel spelen onder de acteursnaam Fernand Gravey.
In 1930 maakte Gravey zijn Franssprekend filmdebuut in L'amour chante van Robert Florey. Zijn eerste grote Engelssprekende rol volgde in 1933 in de film Bitter Sweet. Nadien speelde hij nog enkele rollen in kleinere Franse films. In 1936 trok hij naar Hollywood en speelde er voor Warner Bros. rollen in The King and the Chorus Girl met als tegenspelers Joan Blondell en Jane Wyman en in Fools for Scandal met Carole Lombard en Ralph Bellamy. In 1938 tekende Gravey, die in zijn Hollywoodperiode acteerde onder de acteursnaam Fernand Gravet, een contract bij Metro-Goldwyn-Mayer en speelde de rol van Johann Strauss jr. in The Great Waltz aan de zijde van Luise Rainer. Gravey was op dat moment samen met Charles Boyer en Maurice Chevalier de bekendste Franse acteur in de Verenigde Staten.
Net voor de Tweede Wereldoorlog begon, keerde Gravey, die inmiddels de Franse nationaliteit verworven had, terug naar Frankrijk waar hij een aantal rollen vertolkte in enkele door de Duitsers goedgekeurde Franse films. Onder zijn echte naam Mertens was hij lid van het Franse Armée secrète en van het Vreemdelingenlegioen en klom er op tot de graad van reserveluitenant. Na de oorlog werd hij gevierd als oorlogsheld.
Gravey nam zijn acteercarrière opnieuw op en speelde zowel rollen in het theater, in films als op televisie. Hij speelde mee in bekende films zoals La Ronde en How to Steal a Million en werkte samen met bekende regisseurs zoals Sacha Guitry, Abel Gance en Henri Verneuil.
In 1958 werd Gravey verkozen tot voorzitter van de International Federation of Actors. Hij stierf op 64-jarige leeftijd aan de gevolgen van een hartinfarct en werd begraven op de begraafplaats van Saint-Cloud.

## Filmografie
- 1913 : Monsieur Beulemeester, garde civique van Alfred Machin (kortfilm)
- 1913 : Saïda a enlevé Manneken-Pis van Alfred Machin (kortfilm)
- 1913 : Trente ans ou la vie d'un joueur van Alfred Machin (kortfilm)
- 1913 : Un épisode de Waterloo van Alfred Machin (kortfilm)
- 1914 : La Fille de Delft van Alfred Machin (kortfilm): Jefke
- 1930 : L'Amour chante van Robert Florey: Armand Petitjean
- 1930 : Chérie van Louis Mercanton: Burton
- 1930 : Our Blushing Brides van Harry Beaumont
- 1931 : Marions-nous van Louis Mercanton: Francis Latour
- 1931 : Tu sera duchesse van René Guissart: Markies André de La-Cour
- 1931 : Un homme en habit van René Guissart: André de Lussanges
- 1931 : Coiffeur pour dames van René Guissart: Mario
- 1932 : Le Fils improvisé van René Guissart
- 1932 : Passionnément van René Guissart: Robert Perceval
- 1932 : À moi le jour, à toi la nuit van Ludwig Berger en Claude Heymann: Albert
- 1932 : Early to bed van Ludwig Berger: Carl
- 1932 : Une étoile disparaît van Robert Villiers
- 1933 : Le Père prématuré van René Guissart: Edouard et Fred
- 1933 : C'était un musicien van Frédéric Zelnik en Maurice Gleize: Jean
- 1933 : La Guerre des valses van Ludwig Berger: Franz
- 1933 : Bitter Sweet van Herbert Wilcox: Carl Linden
- 1934 : The Queen's Affair van Herbert Wilcox: Carl
- 1934 : Antonia, romance hongroise van Max Neufeld en Jean Boyer: Kapitein Douglas Parker
- 1934 : Si j'étais le patron van Richard Pottier: Henri Janvier
- 1934 : Nuit de mai van Gustav Ucicky en Henri Chomette: Baron Neuhaus
- 1935 : Monsieur Sans-Gêne van Karl Anton: Fernand Martin
- 1935 : Variétés van Nicolas Farkas
- 1935 : Touche à tout van Jean Dréville: Georges Martin
- 1935 : Fanfare d'amour van Jean Dréville: Jean
- 1936 : Sept hommes, une femme van Yves Mirande: Brémontier
- 1936 : Mister Flow van Robert Siodmak: Antonin Rose
- 1936 : Le Grand Refrain van Yves Mirande en Robert Siodmak: Charles Panard
- 1937 : Le Mensonge de Nina Petrovna van Victor Tourjansky: Luitenant Franz Korff
- 1937 : The King and the Chorus Girl van Mervyn LeRoy: Alfred Bruger VII
- 1938 : The Great Waltz van Julien Duvivier: Johann Strauss jr.
- 1938 : Fools for Scandal van Mervyn LeRoy: René Viladel
- 1939 : Le Dernier Tournant van Pierre Chenal: Franck
- 1940 : Paradis perdu van Abel Gance: Pierre Leblanc
- 1941 : Histoire de rire van Marcel L'Herbier: Gérard Barbier
- 1942 : La Nuit fantastique van Marcel L'Herbier: Denis
- 1942 : Romance à trois van Roger Richebé: Charles
- 1943 : Le Capitaine Fracasse van Abel Gance maar Théophile Gautier: Baron de Cigognac
- 1943 : La Rabouilleuse van Fernand Rivers naar Honoré de Balzac: Kolonel Philippe Brideau
- 1943 : Domino van Roger Richebé: Dominique
- 1945 : Paméla van Pierre de Hérain: Barras
- 1946 : Il suffit d'une fois van Andrée Feix: Jacques Revel
- 1947 : Capitaine Blomet van Andrée Feix: Kapitein Blomet
- 1948 : Du Guesclin van Bernard de La Tour: Bertrand du Guesclin
- 1950 : La Ronde van Max Ophüls: Charles Breitkopf
- 1950 : Gunman in the Streets van Frank Tuttle: Commissaris Dufresne
- 1950 : Le Traqué van Boris Lewin: Commissaris Dufresne
- 1950 : Mademoiselle Josette, ma femme van André Berthomieu: André Ternaz
- 1951 : Ma femme est formidable van André Hunebelle: Raymond Corbier
- 1952 : Le Plus Heureux des hommes van Yves Ciampi: Armand Dupuis-Martin
- 1952 : Mon mari est merveilleux van André Hunebelle: Claude Chatel
- 1953 : L'Eta dell'amore van Lionello de Felice: De vader van Andréa
- 1954 : Si Versailles m'était conté... van Sacha Guitry: Molière
- 1955 : Treize à table van André Hunebelle, naar Marc-Gilbert Sauvajon: Antoine Villardier
- 1956 : Courte tête van Norbert Carbonnaux: Olivier Parker
- 1956 : Mitsou van Jacqueline Audry: Pierre Duroy-Lelong
- 1957 : La Garçonne van Jacqueline Audry: Georges Sauvage
- 1958 : L'École des cocottes van Jacqueline Audry: Stanislas de La Ferronnière
- 1958 : Le Temps des œufs durs van Norbert Carbonnaux: Raoul Grandvivier
- 1958 : Toto a Parigi van Camillo Mastrocinque: Dokter Duclos
- 1961 : Les Croûlants se portent bien van Jean Boyer: M. Legrand
- 1962 : Les Petits Matins van Jacqueline Audry: De man met de Cadillac
- 1966 : Aventure à Beyrouth van Ladislao Vajda: Dokter Costello
- 1966 : How to Steal a Million van William Wyler: M. Grammont
- 1968 : La Bataille de San Sebastian van Henri Verneuil: Gouverneur
- 1969 : The Madwoman of Chaillot van Bryan Forbes naar Jean Giraudoux: Politie-officier
- 1970 : Les Caprices de Marie van Philippe de Broca: Kapitein Ragot
- 1970 : Promise at Dawn van Jules Dassin naar Romain Gary: Jean-Michel Sérusier
- 1971 : L'Explosion van Marc Simenon: M. Labize